# جورج ويلسون (سياسي أمريكي)
جورج ويلسون (بالإنجليزية: George Wilson)‏ هو سياسي أمريكي، ولد في 7 يوليو 1816 في بالتيمور في الولايات المتحدة، وتوفي في 5 فبراير 1902 بسبب ذات الرئة. انتخب عمدة بيتسبرغ (6 يناير 1860 – 10 يناير 1862).